# メルセデス・ベンツ・Gクラス

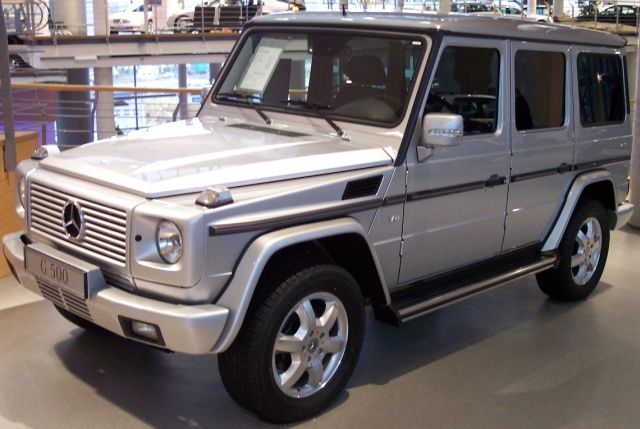
G500（W463）

メルセデス・ベンツ・Gクラス（Mercedes-Benz G-Class）は、ドイツの自動車メーカーであるメルセデス・ベンツ・グループがメルセデス・ベンツブランドで展開している高級SUVである。「G」とは、ドイツ語でオフローダーを意味する「ゲレンデヴァーゲン」（Geländewagen）の頭文字である。
1979年に初代（W460）が登場。NATO制式採用という実績も持つ、軍用車両のゲレンデヴァーゲンを民生用にアレンジさせたものが、現在のGクラスの源流である。四半世紀以上にわたって幾度のマイナーチェンジを受けているが、基本的なスタイリングや堅牢なボディなどは、当初の設計を踏襲しており、発売当初から基本コンポーネントは一貫されている。
モデルチェンジやマイナーチェンジの度に大排気量化、装備やインテリアの強化などに伴って、価格も引き上げられ、高級車化が進んでいる。2018年に登場した3代目（W463A）では、新設計のラダーフレームや、ラック＆ピニオン式の採用など、Gクラスの長い歴史のなかで、最も大幅に改良された。
オーストリアのグラーツにあるマグナ・シュタイアの工場で生産されているが、エンジンはシュトゥットガルトから運ばれている。過去には、ヘレニック自動車工業などでも生産されていた。
230Gをベースに、ボディ上部を取り払って、その部分に防弾ガラス製の箱のようなものを載せた教皇専用車（パパモビル）が、公式行事などで使用されていたが、のちに同様の架装を行ったフォルクスワーゲン・トゥアレグに取って代わった。しかし、2008年には再び、ゲレンデヴァーゲンの最新モデルが教皇の専用車になった。

## 初代（W460型、1979年 - 1990年）
1979年、オーストリアのシュタイア・プフとの共同開発で生まれた民間用オフローダーが、メルセデス・ゲレンデヴァーゲンである。もともとは軍用車両として企画され、フランスでは、プジョー・P4として生産されていた。ドイツでは、1981年より販売を開始した。
1991年、マイナーチェンジ。黒色だったヘッドライト周囲が、ボディーと同色になり、フェンダーアーチモールが標準装備となった。バンパーも大型化され、フォグランプが埋め込み式に変更された。さらに、フロントフェンダーにルーバーが仕切られ、アルミニウムホイールも新設定された。

### 230GE
エンジンは、230Eから流用された水冷直列4気筒SOHC、ボアφ95.5 mm×80.2 mmで2,297 cc、圧縮比9.0、ボッシュ製KEジェトロニックで120 PS/5,100rpm、19.6 kgm/4,000 rpm。使用燃料は、ガソリン。

### 230GEプレディカート
導入年次は、1989年から1990年。ドイツ本国では、フルタイム4WD式に進化した2代目（W463型）がデビューしたが、日本市場では、従来型が継続して販売された。実質的な1989年モデルである本モデルは、230GEをベースにした豪華版となる。当時の人気色であるブルーブラック、ノーティカルブルーといった落ち着いたボディカラーに、サイドストライプ・グリルガードといった装備をプラスしている。なお、内装には、ウォールナットパネルが一面に貼られた。右ハンドル・4速AT、ショート/ロング。

### 300GD
エンジンは、300Dから流用された水冷直列5気筒SOHC、ボアφ90.9 mm×92.4 mmで2,998 cc、圧縮比21.0で88 PS/4,400rpm、17.5 kgm/2,400 rpm。使用燃料は、軽油。

### 日本での販売
高性能版である、直列6気筒・ガソリンの280GE系は、設定されなかった。230GEは、オーバーフェンダーとアルミニウムホイールが装備された一方で、300GDロングに至っては、5ナンバー枠に収めるため、ともに装備されなかった。
- 1983年[1][6] - 少数輸入制度を利用[1][6]して、300GDのショート[1]とロング[1][6]のステーションワゴンタイプ、キャンバストップタイプが導入された。
- 1985年 - 300GDショートのみが輸入された[3]。
- 1987年1月 - 230GEが導入された。
- 1988年 - 1988年モデルでは、廉価版の「230GEアンファング」と最上級グレード「230GEロング」が追加され、より選択肢が広がった。全車、右ハンドル・4速AT。
- 1990年 - 230GEプレディカートのショート/ロングが輸入された。前者は、右ハンドル・4速ATで、後者は、左/右ハンドル・4速AT[5][9]。

## W461型
各国軍使用の軍用モデル。ボデイの基本的仕様は同一だが、細部はかなり異なる。電圧は24V。副変速機の切り替えにより、路上走行での2、4輪駆動を選択可能。路外機動では、4輪駆動のみ。各種防空灯、G3、G36小銃およびパンツァーファウスト用スタンドが取り付け可能。
- ドイツ連邦軍 - 直列5気筒 2,500 ccのディーゼル、4速MT。尾灯が軍仕様となるほか、各種用途用が存在する。後席が付く場合は、バケットシートで4人乗りとなるが、かなり狭い。輸出の際は、兵器扱いとなるため、連邦政府の輸出許可が必要となる。日本には、空挺隊用モデルが1台存在する。
- オーストリア軍 - 3,000 ccのディーゼル、4速MT。フロントグリルのエンブレムが、シュタイヤープフ社の「PUCH」になる。後席は向かい合わせ着座式で、尾灯は民間型と同じ。
- スイス軍 - 2,300 ccのガソリン、4速AT。オーストリア軍用に酷似だが、グリルのエンブレムは、スリーポインテッドスターになる。

- 2009年、Gクラス誕生30周年を記念して、W461型を民生向けとしたG280 CDI Edition 30 PURを発売。
- 2010年、Gクラス・プロフェッショナルとして、各種仕様を一部地域で発売。

## W462型
ギリシャのトラック・バス・軍用車製造メーカーであるELBO（ELVO）向け。

## 2代目（W463型、1990年 - 2018年）
1989年、初のフルモデルチェンジ。
初代との大きな差異として、フルタイム4WDの採用に加え、オーバーフェンダー＆サイドステップが装着された外装、モダンで乗用車然とした内装などが挙げられる。
2006年、メルセデス・ベンツブランドの最上級クロスオーバーSUVとしてGLクラス（現：GLS）が発売された。当時、ダイムラーは、GLクラスの投入をもって、Gクラスの生産を終了させようと意図していた。しかし、Gクラスの固定ファンの多さを目の当たりにし、方針の撤回を余儀なくされた。結果的に、GLクラスは、Gクラスと名称の類似性はあるものの、Mクラス（現：GLE）の上位クラスという位置づけがなされることになった。
その後も、ダイムラーとマグナ・シュタイア社の間で、数年ごとに何度も、継続生産の契約更新がなされており、現在に至る。
2011年、同年5月11日に発売される「BA3ファイナルエディション」をもって、ショートボディモデルの生産を終了した。。
なお、右ハンドル車は、一時受注生産となっていたが、2010年にイギリス、オーストラリアなどで、販売が再開された。

### 500GE
初代では、直列4気筒もしくは6気筒モデルのみ設定されていたGクラスだが、1993年、W126（Sクラス）などに搭載される、V型8気筒エンジンを搭載した500GEが、世界446台限定、日本国内50台で発売された。内装は本革シートで、色がグレーとブラックのツートンカラーとなっている。シフトレバーなどはウッドで、内装も特別仕様となっている。日本に数台、AMGでさらにボアアップした、500GE-6.0も正規輸入されている。
1993年に登場した500GE V8は、自家用高級オフロードモデルの先駆けとして、トレンドを切り開くことになった。現在のGクラスは、ベースモデルからAMG仕様に至るまで、パワフルなエンジンを搭載することが定着しており、500GE V8によって、Gクラスは高級オフローダーとしての地位を確立したと言えるだろう。500GE V8は、2023年より、ドイツにおいて歴史的文化財に指定。車両コンディションなど様々な条件をクリアし、ヒストリックカー認証に合格すると、特別な「H（Historisch）」ナンバーを取得できるようになった。
500GE V8のボディタイプは、ロングホイールベース仕様のみ。心臓部には、AMGの協力を得て開発された、最高出力243PS（177kW）、最大トルク375Nmを発揮する、5.0 L V型8気筒「M117」SOHCガソリンエンジンが搭載されている。最高速度は180km/h、0-100km/h加速は11.4秒という、当時のオフローダーとしては、驚異的な性能を実現した。このレベルの走行性能に対応するため、ブレーキシステムはABSと、フロントにベンチレーション・ディスクが採用された。フルタイム4WDシステムは、フロントのディファレンシャルロック機構が取り外されているものの、ベースのW463型からのキャリーオーバーである。開発陣は、未舗装路での走破性能を損なうことなく、舗装路での快適性を向上させたサスペンションセッティングを施している。446台という、限られた生産となった理由のひとつは、搭載された「M117」エンジンにある。この時点で、メルセデス・ベンツのラインアップは、4バルブ仕様の「M119」エンジンに置き換えられていた。しかし、M119はそのサイズから、Gクラスのエンジンルームに収まらなかったうえ、M117の大量生産にも対応できなかった。

### G36 AMG
1995年から1997年の3年間、G320に搭載された、3.2 Lの直列6気筒M104エンジンを、AMGが3.6 LまでボアアップしたG36が正規販売されていた。このエンジンは、C36（W202、Cクラス）およびE36（W124、Eクラス）に搭載されたエンジンと基本的に同型であるが、重い車重に対応すべく、高回転型からトルク重視型にデチューンされており、最高出力は280 PSから258 PSに落とされている。エンジン以外には、ショック・スプリング・排気系全てがAMG専用となる。内装は、AMG専用の260 km/hメーター（1997年モデルは280 km/hメーター・一部液晶）に加え、ウッドパネルにAMGロゴと、創設者のサインがプリントされる。ボディ両側面には、蛇を模したAMGデザインのストライプとAMGロゴが入る。3ドアのショートと5ドアのロングが併売されていたが、当時の正規輸入元であった、ヤナセ傘下のAMGジャパンでは、双方合わせて90台程度しか輸入されていない。

### 日本での販売
モデル末期（2017年6月）には、「G 350 d」「G 550」「Mercedes-AMG G 63」「Mercedes-AMG G 65」が販売されていた。日本仕様では、国土交通省の定める保安基準に準拠して、フェンダー部分にサイドアンダーミラーが装着される。価格は、1080万円～3564万円（消費税込）で、国内にある装備・仕様（在庫車）であれば、購入からおおむね2～3週間での納車が可能である。ただし、求める仕様・装備の車が無く、受注生産となる場合は、おおむね9か月程度の納期を要する。
- 1991年6月 - 300GEと300GE ロングが導入された。
- 1993年 - 500GE ロングが世界限定500台でリリースされた。
- 1995年1月 - 300GE ショート、300GE ロングのエンジンが3.2Lに変更されG 320、G 320 ロングとなった。
- 1995年10月 - G 36 AMG ロング、G 36 AMGが追加された。
- 1997年10月 - G 320 ロング、G 320のエンジンがV型6気筒に、トランスミッションが5速ATに変更された。またオープンカーのG 320 カブリオが追加された。
- 1998年8月 - G 500、G 500 ロング、G 500 クラシック、G 500 カブリオが追加された。
- 1998年12月 - G 55 AMG ロングが追加された。
- 2001年5月 - マイナーチェンジ。内装のデザインが大きく変更され、マルチファンクションコントローラー (AVN) が採用された。トランスミッションが電子制御5速ATに変更された。
- 2002年11月 - ドアミラーウィンカーが採用された。
- 2004年9月 - G 55 AMG ロングのエンジンがスーパーチャージャー付きに変更された。
- 2006年11月 - 外装のデザインが変更され、ディスチャージ式ヘッドライト、コーナリングランプが採用された。G 500 ロングのトランスミッションが7速ATに変更されG 55 AMGロングの出力がアップされた。
- 2007年7月 - 内装のデザインが大きく変更され、6.5inディスプレイを搭載したマルチファンクションコントローラー (MPP) が採用された。外装ではリアコンビランプのデザインが変更された。
- 2009年3月 - G 500 ロングのエンジンが5.5Lに変更され、G 550 ロングとなった。また、G55 AMG ロングの出力がアップされた。COMMANDシステム (NTG2.5) が採用された。
- 2010年3月 - フロントシートが改良され、電動ランバーサポートが採用されたほか、携帯用音楽プレイヤーなどが接続できるメディアインターフェースが採用された。G 55 AMG ロングにレザーダッシュボードとアンビエントライトが採用された[15]。
- 2011年8月 - 特別仕様車「G 550 ロングエディションセレクト」を発売[16]。
- 2012年5月 - 特別仕様車「G 55 AMG ロング “mastermind” Limited」が5台限定で発売された[17]。
- 2012年8月 - マイナーチェンジ。内装のデザインが大きく変更され、COMMANDシステム (NTG4.5) が採用された。外装ではLEDデイライト、新デザインのドアミラーウィンカーが採用された。G 55 AMG ロングに代わり、G 63 AMG ロング、G 65 AMG ロングが導入された。
- 2013年4月 - 特別仕様車「G 550 ナイトエディション」が100台限定で発売された[18]。
- 2013年8月 - 一部改良。グレード名をG 550、G 63 AMG、G 65 AMGに改名するとともにG 550は装備内容を充実し、「AMGオーバーフェンダー（ワイドフェンダー）」とチタニウムグレーペイント18in5ツインスポークアルミホイールを追加し、ダッシュボードは上部を本革仕上げとしたレザーダッシュボードを採用。さらに、オプションには8色から選べる最高級レザーを使用した「designoレザー」や全9色から選べる「designoボディカラー」を追加し、幅広い要望に応えられるようにした。なお、G 550は装備充実にもかかわらず、従来型から10万円高に抑えた。
- 2013年9月 - 日本仕様のGクラスとしては、23年ぶりとなるディーゼルモデル「G 350 BlueTEC」を追加。現行のラインアップになかった右ハンドル仕様で、車両本体価格はGクラスの現行グレード内では最廉価となる989万円に設定された[19]。
- 2014年4月 - 特別仕様車「G 63 AMG 6x6」を発表。限定5台。車両価格8000万円（税込）
- 2014年9月 - G 63 AMGとG350 BlueTECをベースとした「35周年特別仕様車」を発表し、注文受付を開始した。前者はボディカラーに日本仕様では特別設定色となる「イエローオリーブマット」を採用するとともに、マットブラックペイントを施した20inAMG5スポークアルミホイールとdesignoエクスクルーシブインテリアパッケージを装備。後者はベースグレードでは設定がないAMGオーバーフェンダーとチタニウムグレーペイントを施した18in5スポークアルミホイール、チェストナットブラウンを採用した本革シート（前席・後席シートヒーター付）を特別装備した。ボディカラーは「マグネタイトブラック」と「ポーラーホワイト」の2色を設定した。前者は35台、後者は2色合計で200台（マグネタイトブラック130台、ポーラーホワイト70台）の台数限定販売となる[20][21]。
- 2015年9月 - G 350 BlueTECをベースに、designoミステックホワイトIIの専用ボディカラーとオブシディアンブラックのペイントを施したAMGオーバーフェンダー、フロント/リアバンパー、ルーフ、ドアミラーカバー、サイドアンダーミラーに加え、専用ブラックペイント18インチ5ツインスポークアルミホイールを採用してブラック&ホワイトのコントラストを際立たせた外観にするとともに、内装にはdisignoレザーシート（前席・後席シートヒーター付）、前席シートベンチレーターに加え、専用のAMGパフォーマンスステアリングなどを装備した特別仕様車「G 350 BlueTEC Edition ZEBRA（ゼブラ）」を発表し、注文受付を開始した（発売は同年10月開始）。内装色は2色から選択可能で、ブラック内装仕様が80台、ポーセレン（白磁色）とブラックのツートン内装仕様が40台の計120台の台数限定販売となる[22]。さらに、8日にはMercedes-AMG G 63をベースに、ベースグレードでは設定されていない特別設定色5色を設定し、バンパー（フロント/リア）、AMGオーバーフェンダー、ドアミラーカバー、スペアタイヤカバー、ルーフにオブシディアンブラックのコントラストペイントを施し、マットブラックペイント20インチAMG 5スポークアルミホイールを採用。内装には「designoエクスクルーシブ」を採用した。装備面ではベースグレードのサイドアンダーミラーに代えて、ドアミラー下部に設置したカメラが助手席側の直接確認できないエリアの映像をCOMANDディスプレイに表示するサイドビューカメラを特別装備した特別仕様車「Mercedes-AMG G 63 CrazyColor Limited」を発売。サンセットビームとトマトレッドは各12台ずつ、ギャラクティックビームは11台、ソーラービームは9台、エイリアングリーンは6台の計50台の台数限定販売である[23]。
- 2015年12月 - 一部改良（G 350 dのみ、2016年1月販売開始）[24]。G 550は、エンジンを273型から排気量をダウンサウジングした新開発のツインターボエンジンである176型に換装したことで、最高出力34PS・最大トルク80Nmそれぞれ向上するとともに、サスペンションには走行状況により減衰特性を2つのモードの切り替えにより調整できる電子制御式油圧アダプティブダンピングシステムを搭載。外観はフロントバンパーを新デザインに変更し、19インチ5スポークアルミホイールを装備。内装はインストゥルメントパネルのデザインを変更した。G 350 BlueTECから改名したG 350 dもエンジンの改良を行い、最高出力34PS・最大トルク60Nm向上するとともに、ECOスタートストップ機能の追加によりJC08モード燃費を向上。外観はフロントバンパーを新デザインに変更し、AMGオーバーフェンダーを装備。内装は、G 550同様にインストゥルメントパネルのデザインを変更した。また、Mercedes-AMG G 63とMercedes-AMG G 65もエンジンの最高出力を向上し、Mercedes-AMG G 63は燃費も向上した。併せて、G 550をベースに、約10年ぶりの復活設定となる「エメラルドブラック」を特別外装色として採用した特別仕様車「G 550 エメラルドブラックリミテッド」を50台の台数限定で一部改良に合わせて発売した。
- 2016年4月 - 特別仕様車「G 550 4x42（フォー・バイ・フォー スクエアード）」を同年5月末までの期間限定で発売[25]。
- 2016年6月 - 特別仕様車「Mercedes-AMG G 63 Edition 463」と「Mercedes-AMG G 65 Edition 463」を発表し、注文受付を開始[26]。Mercedes-AMG G 63及びMercedes-AMG G 65をベースに、共通でベースモデルでは提供されていない専用デザインの21インチAMG5ツインスポークアルミホイール（Mercedes-AMG G 63 Edition 463はブラックペイント、Mercedes-AMG G 65 Edition 463はセラミックポリッシュ）をはじめ、ステンレスアンダーカバー、ダークアルミニウム調ストリップライン、AMGスポーツストライプ、カーボン調レザーシート、AMGカーボンファイバーインテリアトリムを装備。さらに、Mercedes-AMG G 63 Edition 463では、Mercedes-AMG G 65に標準装備されている「designoエクスクルーシブインテリアパッケージ」と、ツートーンダッシュボードも特別装備した。Mercedes-AMG G 63 Edition 463は93台、Mercedes-AMG G 65 Edition 463は3台の台数限定販売となる。また、納車は同年9月以降となる。
- 2016年11月 - 一部改良[27]。装備内容の強化を行い、8インチのディスプレイを備え、後退時のパーキングアシストリアビューカメラ作動時にガイドライン表示を追加し、CarPlayやAndroid Autoに対応した改良型「COMANDシステム」を全車標準装備したほか、外観はG 350 dを除く全車のアルミホイールをブラックに変更し、Mercedes-AMG G 63とMercedes-AMG G 65にはカーボンファイバーデザインサイドストリップを新たに装着。内装はナッパレザーを用いたツートーンダッシュボードを採用し、Mercedes-AMG G 65に標準装備、Mercedes-AMG G 63にオプション設定した。
- 2017年5月 - 特別仕様車「Mercedes-AMG G 63 50th Anniversary Edition」を発売[28]。AMGの設立50周年を記念したモデルで、ハイパフォーマンスモデルのMercedes-AMG G 63をベースに、外観はボディカラーには通常は設定されない青系の「designoモーリシャスブルー（メタリックペイント）」を採用したほか、フェンダー、バンパー（フロント・リア）、ルーフ、カバー（ドアミラー・スペアタイヤ）、サイドストリップラインにブラックアクセントを施し、専用デザインのブラックペイント20インチAMG5スポークアルミホイールを採用。内装は「designoエクスクルーシブインテリアパッケージ」を採用したほか、本革巻きステアリングや専用インテリアステッチを装備。内装色はポーセレンに加え、本仕様車限定となるブラック、サドルブラウン、モカブラウンの3色を加えた4色が用意される。また、通常設定のサイドアンダーミラーに代え、ドアミラー下部のカメラで助手席側の直視できないエリアの映像をCOMANDディスプレイに表示するサイドビューカメラキットがアクセサリーとして用意される。50台の台数限定で、AMG専売拠点の「AMG東京世田谷」と、正規販売店の「AMGパフォーマンスセンター」限定で販売される。
- 2017年6月 -「Mercedes-AMG G 63」に右ハンドル仕様を追加発売。現行の日本向けGクラスの右ハンドル仕様車は右ハンドル専用モデルのG 350 dに続いての設定となり、日本向けMercedes-AMGのGクラスに右ハンドル仕様が設定されるのは今回が初となる[29]。
- 2017年9月 -「Mercedes-AMG G 65」を一部改良（2017年12月末までの期間限定受注、納車は2018年3月以降を予定）[30]。ボディカラーに「designoデザートサンド」や「designoマグノアラナイトグレー」など9色のdesignoボディカラーを追加。内装はAMGカーボンファイバーインテリアトリムが新たに設定され、「designoシャンパンホワイトピアノラッカートリム」と「designoサテンライトブラウンポプラーウッドトリム」の2パターンを追加したことにより、ボディカラー・インテリアカラー・インテリアトリムの組み合わせが3,000通り以上となった。併せて、無償の専用パッケージオプションも追加され、ステンレスアンダーカバーやカーボン調レザーシートなどで構成された「エクスクルーシブエディションパッケージ」とフェンダーやバンパー（フロント・リア）などにブラックアクセントを施すなどした「ナイトパッケージ」が設定された。
- 2017年11月 - 特別仕様車「G 350 d designo manufaktur Edition（デジーノ マヌファクトゥーア エディション）」と「Mercedes-AMG G 63 Exclusive Edition」の2モデルが発表され、販売が開始された[31]。前者は、クリーンディーゼルモデルのG 350 dをベースに、アルミホイールをブラックペイント19インチAMG 5スポークに変更され、ブラックアクセントとスライディングルーフを装備。ボディカラーは「オブシディアンブラック」に、特別設定色の「マグマレッド」と「designoミステックホワイトII」を加えた3色が設定される。内装はステッチ・ステアリングの一部・シートベルトにレッドを用い、前席にマルチコントロールシートバックとシートベンチレーターを装備した。後者は、ハイパフォーマンスモデルのMercedes-AMG G 63をベースに、外観はボディカラーに本来設定されていない「モンツァーグレーマグノ」が特別設定されたほか、専用デザインのブラックペイント21インチAMG 5ツインスポークアルミホイールやダークアルミニウム調ストリップラインなどを装備。内装は「designoエクスクルーシブインテリアパッケージ」やナッパレザーのツートーン本革巻ステアリングなどが装備され、ツートーン仕様2色を含む3色の内装色が設定された。前者は200台、後者は63台の台数限定販売となっており、後者は「AMG東京世田谷」や「AMGパフォーマンスセンター」での取扱となる。
- 2018年4月 - 特別仕様車「G 350 d Heritage Edition」と「G 550 designo Magno Edition」が発表され、同日より販売が開始された。W463型ベースの特別仕様車は今回が最後の設定となる[32]。前者はG 350 dをベースにした日本限定仕様で、外観はアルミホイールをブラックペイント18インチ5ツインスポークに変更され、「ナイトパッケージ」とスライディングルーフを装備。ボディカラーは「チャイナブルー」が原名の「プロフェッショナルブルー」や「ライトアイボリー」など5色が設定された。内装はシートヒーターを備えた本革シートを装備し、センターコンソールにHeritage Editionプレートが装着された。後者はG 550をベースに、外観はリアホイールカバーリングとフロントグリルルーバーにマットブラックアクセントが施され、ブラックサイドストリップと専用バッジを装着。ボディカラーには専用色の「designoマグノプラチナムマット」が採用された。内装はシートにホワイトステッチを施し、シートヒーターを備えたdesignoレザーシートが採用されたほか、センターアームレストにSchöcklエンボスを入れ、「LIMITED EDITION」ロゴのイルミネーテッドステップカバーなどが装備された。前者が5色合計で463台、後者が55台の限定販売となる。併せて、G 350 dには「イエローストーン」、「トゥルマリングリーン」、「パールブルー」の3色の特別外板色（有料）の追加設定も発表された（2018年7月以降に販売開始予定）。

| グレード                            | エンジン                                    | 排気量   | 最高出力/最大トルク | 変速機 | 生産期間              |
| ----------------------------------- | ------------------------------------------- | -------- | ------------------- | ------ | --------------------- |
| 230GE ロング                        | 102型 直列4気筒 SOHC                        | 2,297 cc | 120 PS/19.6 kgm     | 4速AT  | 1990年1月-1991年5月   |
| 230GE ショート                      | 102型 直列4気筒 SOHC                        | 2,297 cc | 120 PS/19.6 kgm     | 4速AT  | 1990年1月-1991年5月   |
| 300GE ロング                        | 103型 直列6気筒 SOHC                        | 2,960 cc | 170 PS/23.9 kgm     | 4速AT  | 1991年6月-1994年12月  |
| 300GE ショート                      | 103型 直列6気筒 SOHC                        | 2,960 cc | 170 PS/23.9 kgm     | 4速AT  | 1991年6月-1994年12月  |
| 500GE ロング                        | 117型 V型8気筒 SOHC                         | 4,973 cc | 240 PS/38.2 kgm     | 4速AT  | 1993年                |
| G 320 ロング                        | 104型 直列6気筒 DOHC                        | 3,199 cc | 210 PS/31.0 kgm     | 4速AT  | 1995年1月-1997年9月   |
| G 320                               | 104型 直列6気筒 DOHC                        | 3,199 cc | 210 PS/31.0 kgm     | 4速AT  | 1995年1月-1997年9月   |
| G 36 AMG ロング                     | 104E36型 直列6気筒 DOHC                     | 3,605 cc | 258 PS/36.2 kgm     | 4速AT  | 1995年10月-1998年11月 |
| G 36 AMG                            | 104E36型 直列6気筒 DOHC                     | 3,605 cc | 258 PS/36.2 kgm     | 4速AT  | 1995年10月-1998年11月 |
| G 320 カブリオ                      | 112型 V型6気筒 SOHC                         | 3,199 cc | 215 PS/30.6 kgm     | 5速AT  | 1997年10月-2001年4月  |
| G 320 ロング                        | 112型 V型6気筒 SOHC                         | 3,199 cc | 215 PS/30.6 kgm     | 5速AT  | 1997年10月-2006年10月 |
| G 320                               | 112型 V型6気筒 SOHC                         | 3,199 cc | 215 PS/30.6 kgm     | 5速AT  | 1997年10月-2006年10月 |
| G 500 クラシック                    | 113型 V型8気筒 SOHC                         | 4,965 cc | 296 PS/46.5 kgm     | 5速AT  | 1998年8月-1999年8月   |
| G 500 カブリオ                      | 113型 V型8気筒 SOHC                         | 4,965 cc | 296 PS/46.5 kgm     | 5速AT  | 1998年8月-2001年4月   |
| G 500                               | 113型 V型8気筒 SOHC                         | 4,965 cc | 296 PS/46.5 kgm     | 5速AT  | 1998年8月-2001年4月   |
| G 500 ロング                        | 113型 V型8気筒 SOHC                         | 4,965 cc | 296 PS/46.5 kgm     | 5速AT  | 1998年8月-2006年10月  |
| G55 AMG ロング                      | 113E50型 V型8気筒 SOHC                      | 5,438 cc | 353 PS/53.5 kgm     | 5速AT  | 1998年12月-2004年8月  |
| G55 AMG ロング                      | 113E55型 V型8気筒 SOHC スーパーチャージャー | 5,438 cc | 476 PS/71.4 kgm     | 5速AT  | 2004年9月-2006年10月  |
| G55 AMG ロング                      | 113E55型 V型8気筒 SOHC スーパーチャージャー | 5,438 cc | 500 PS/71.4 kgm     | 5速AT  | 2006年11月-2009年2月  |
| G 500 ロング                        | 113型 V型8気筒 SOHC                         | 4,965 cc | 295 PS/46.5 kgm     | 7速AT  | 2006年11月-2009年2月  |
| G 55 AMG ロング                     | 113型 V型8気筒 SOHC スーパーチャージャー    | 5,438 cc | 507 PS/71.4 kgm     | 5速AT  | 2009年3月-2012年7月   |
| G 550 (G 550 ロング)                | 273型 V型8気筒 DOHC                         | 5,461 cc | 387 PS/54.0 kgm     | 7速AT  | 2009年3月-2015年12月  |
| G 550 (G 550 ロング)                | 176型 V型8気筒 DOHC ツインターボ            | 3,982cc  | 421 PS/62.2 kgm     | 7速AT  | 2015年12月-2018年5月  |
| Mercedes-AMG G 65 (G 65 AMG ロング) | 279型 V型12気筒 SOHC ツインターボ           | 5,980 cc | 612 PS/102.0 kgm    | 7速AT  | 2012年8月-2015年12月  |
| Mercedes-AMG G 65 (G 65 AMG ロング) | 279型 V型12気筒 SOHC ツインターボ           | 5,980 cc | 630 PS/102.0 kgm    | 7速AT  | 2015年12月-2018年5月  |
| Mercedes-AMG G 63 (G 63 AMG ロング) | 157型 V型8気筒 DOHC ツインターボ            | 5,461 cc | 544 PS/77.5 kgm     | 7速AT  | 2012年8月-2015年12月  |
| Mercedes-AMG G 63 (G 63 AMG ロング) | 157型 V型8気筒 DOHC ツインターボ            | 5,461 cc | 571 PS/77.5 kgm     | 7速AT  | 2015年12月-2018年5月  |
| G 350 BlueTEC                       | 642型 V型6気筒 DOHC ターボ                  | 2,986 cc | 211 PS/55.1 kgm     | 7速AT  | 2013年9月-2015年12月  |
| G 350 d                             | 642型 V型6気筒 DOHC ターボ                  | 2,986 cc | 245 PS/61.2 kgm     | 7速AT  | 2016年1月-2018年5月   |

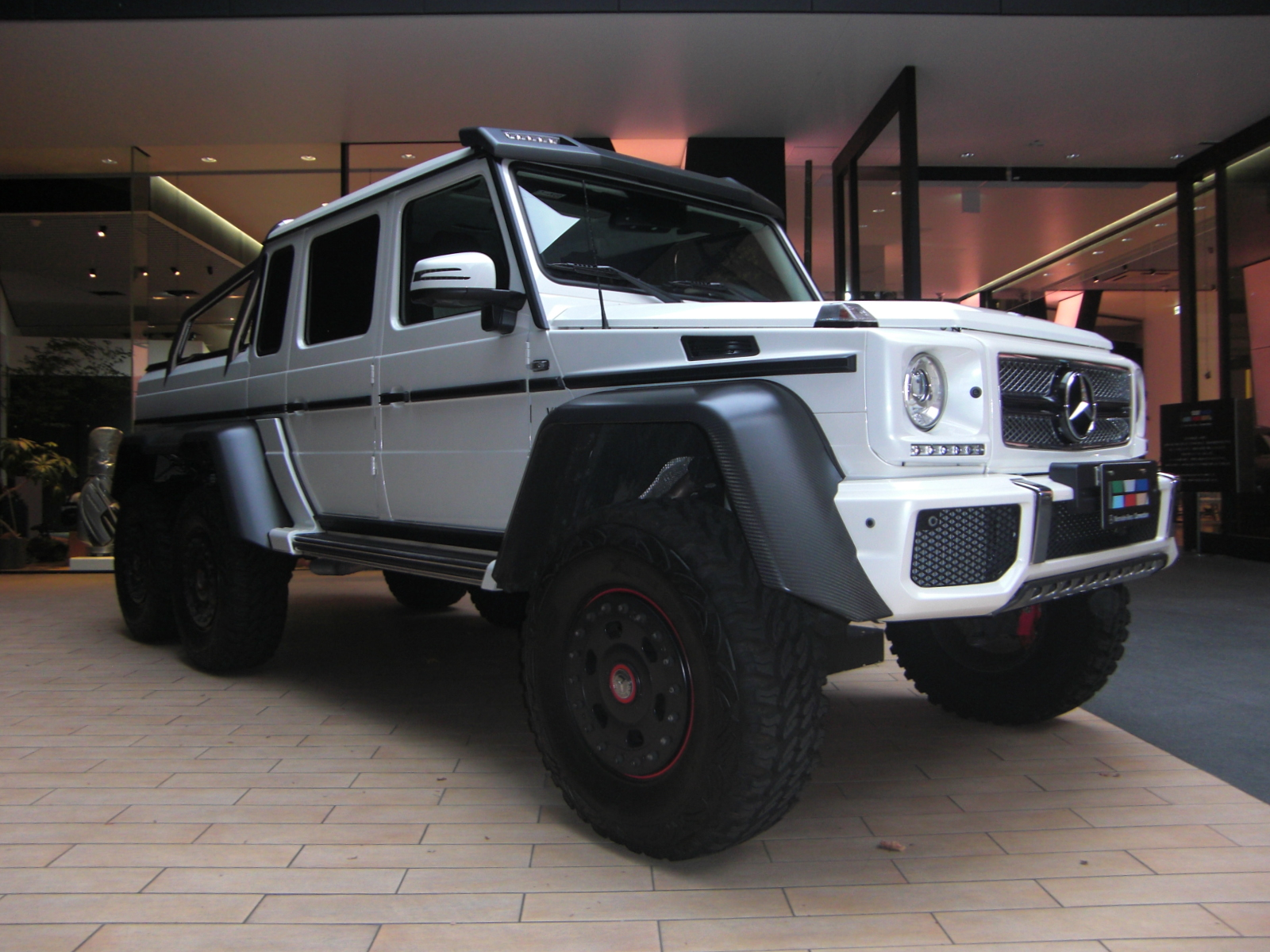
G63 AMG 6x6 日本仕様　フロント
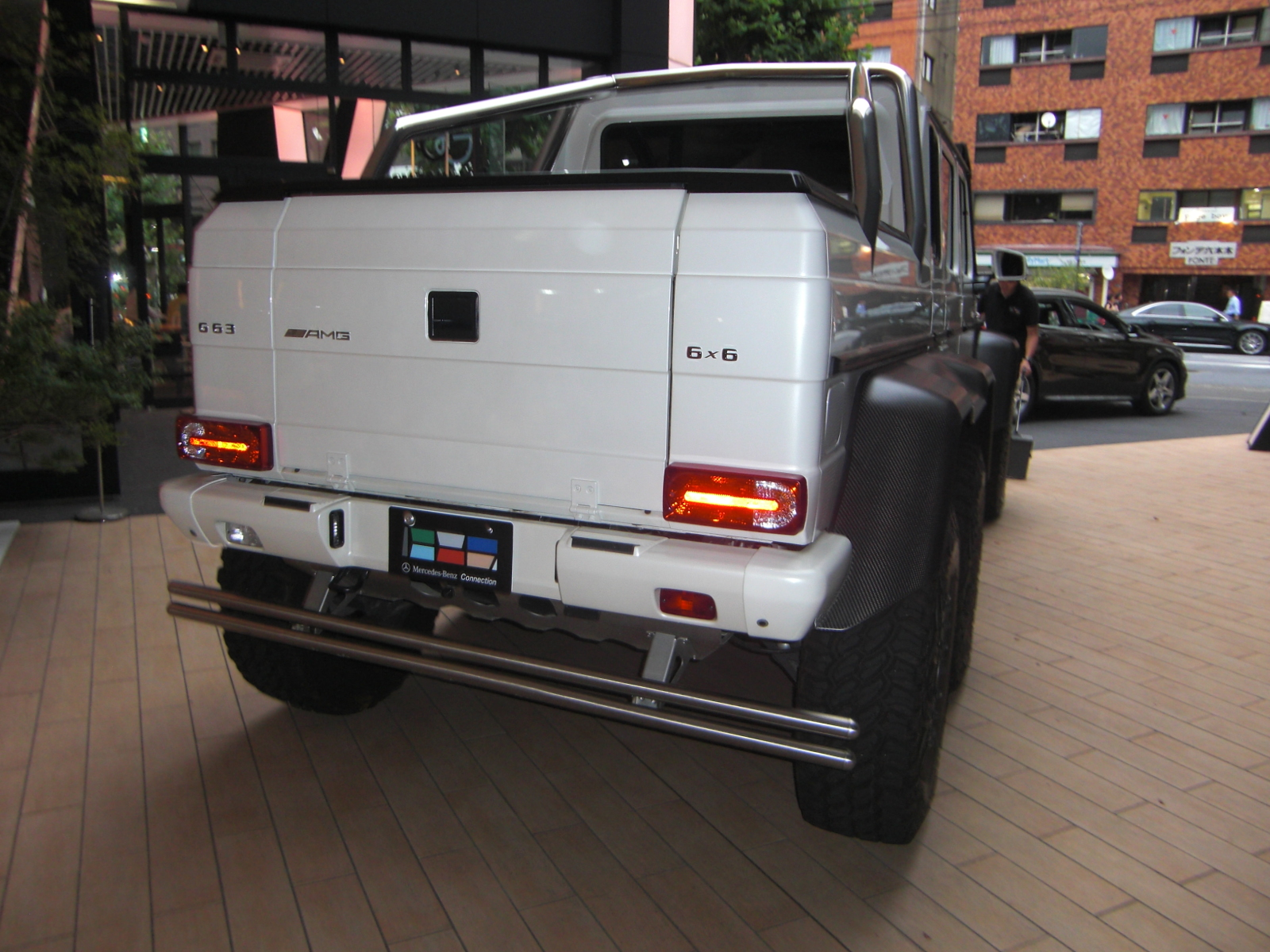
G63 AMG 6x6 日本仕様　リヤ
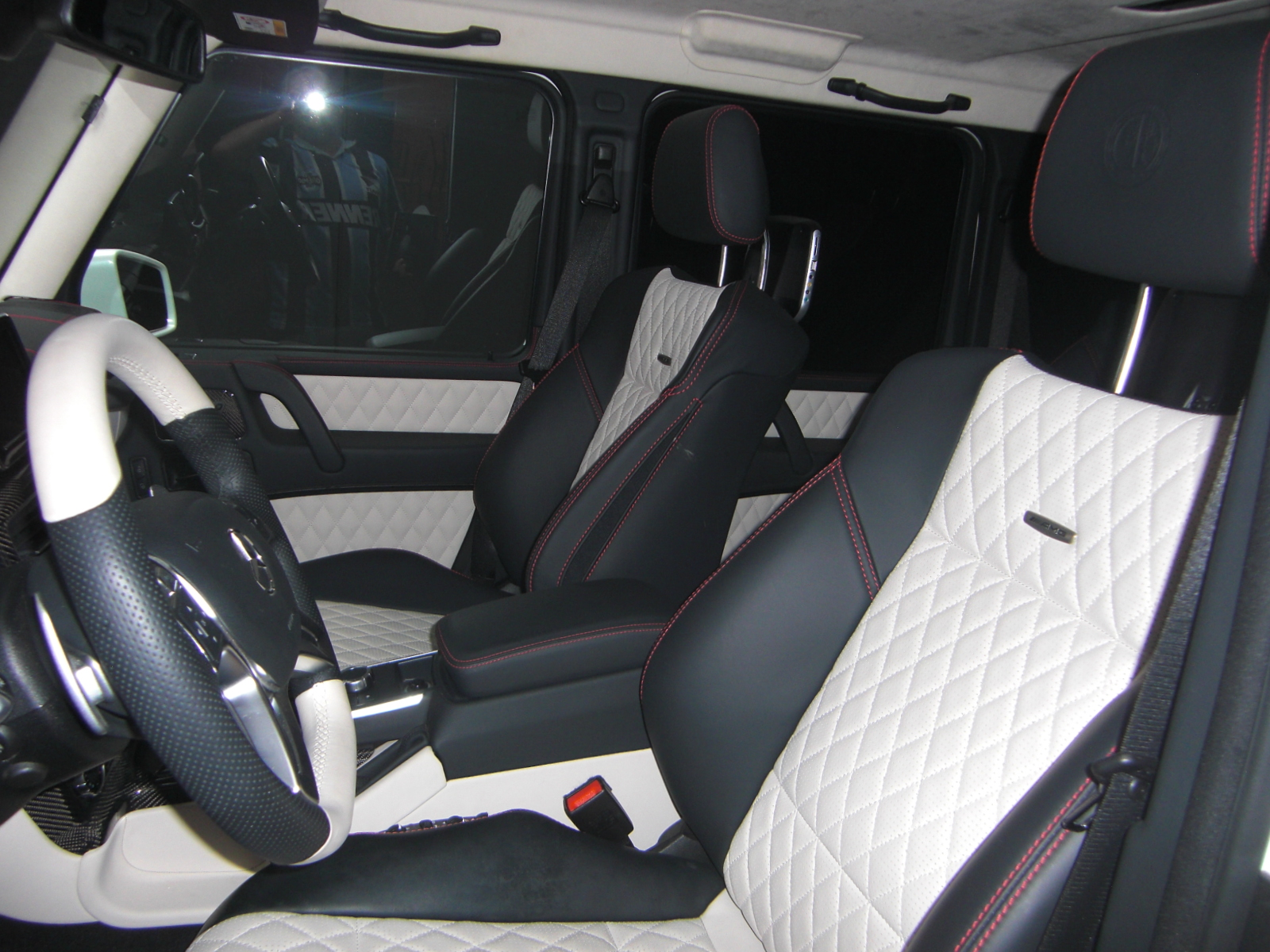
G63 AMG 6x6 日本仕様　前席
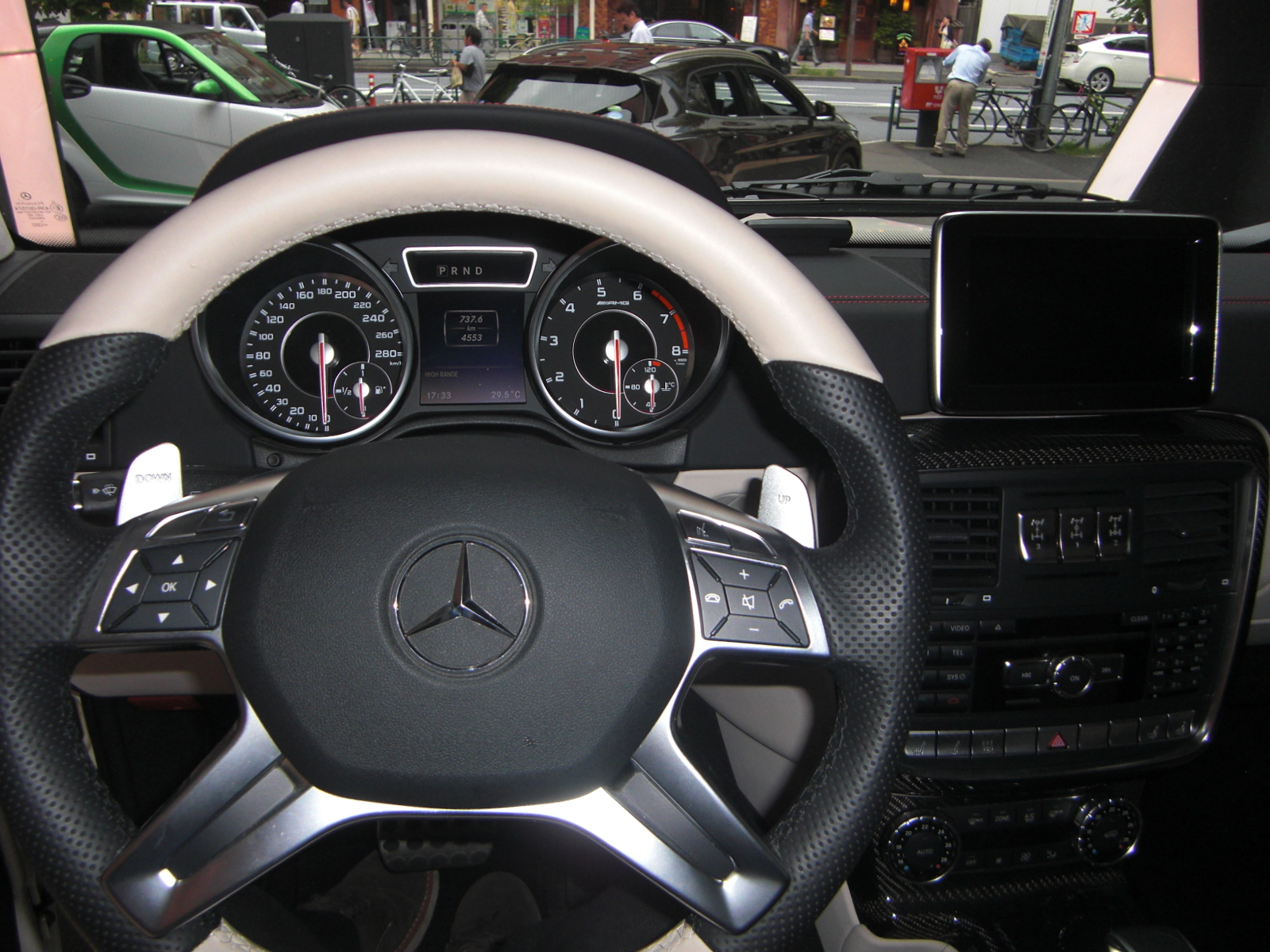
G63 AMG 6x6 日本仕様　運転席周り
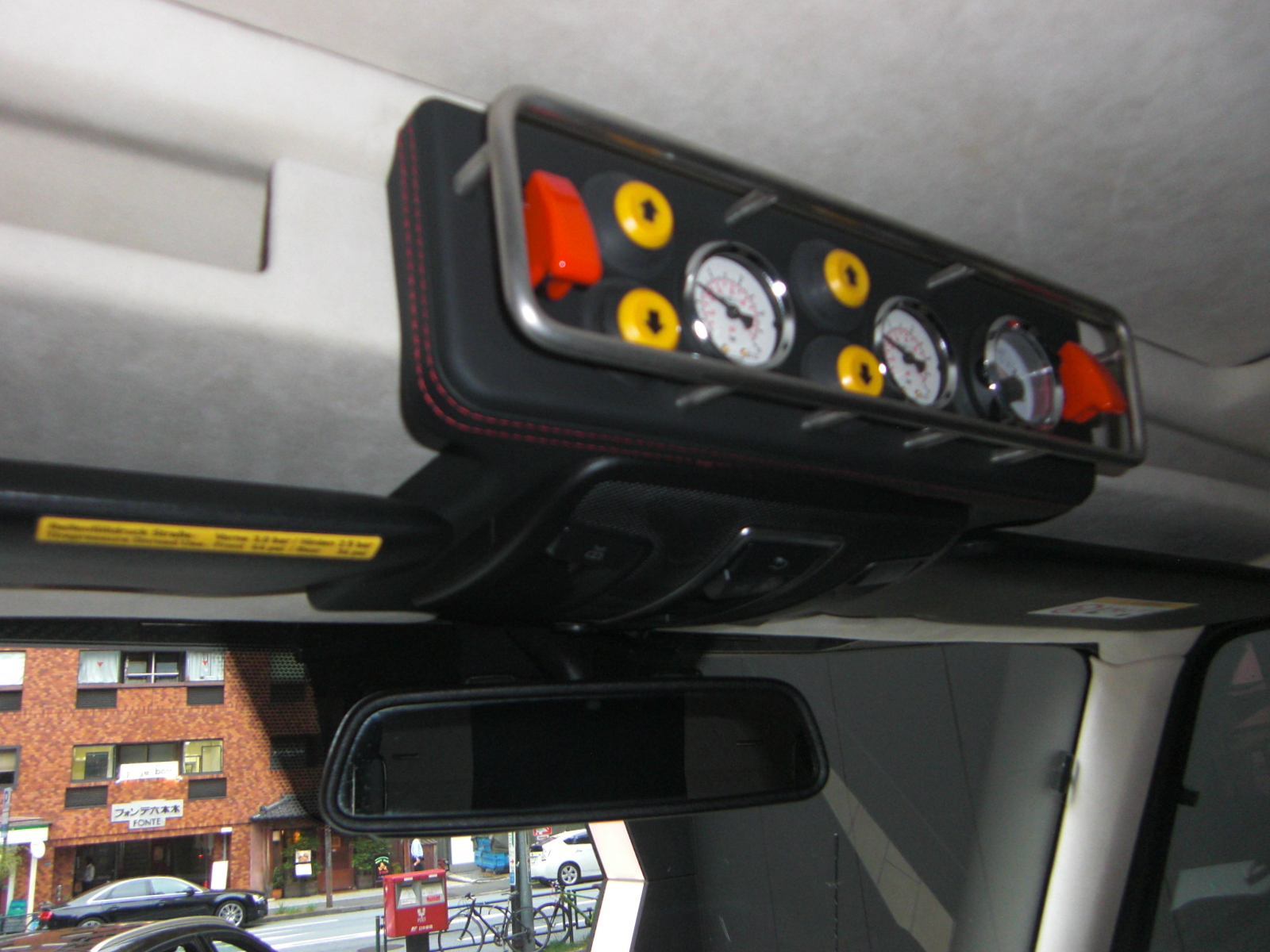
G63 AMG 6x6 運転席頭上にある空気圧調整システムの操作部
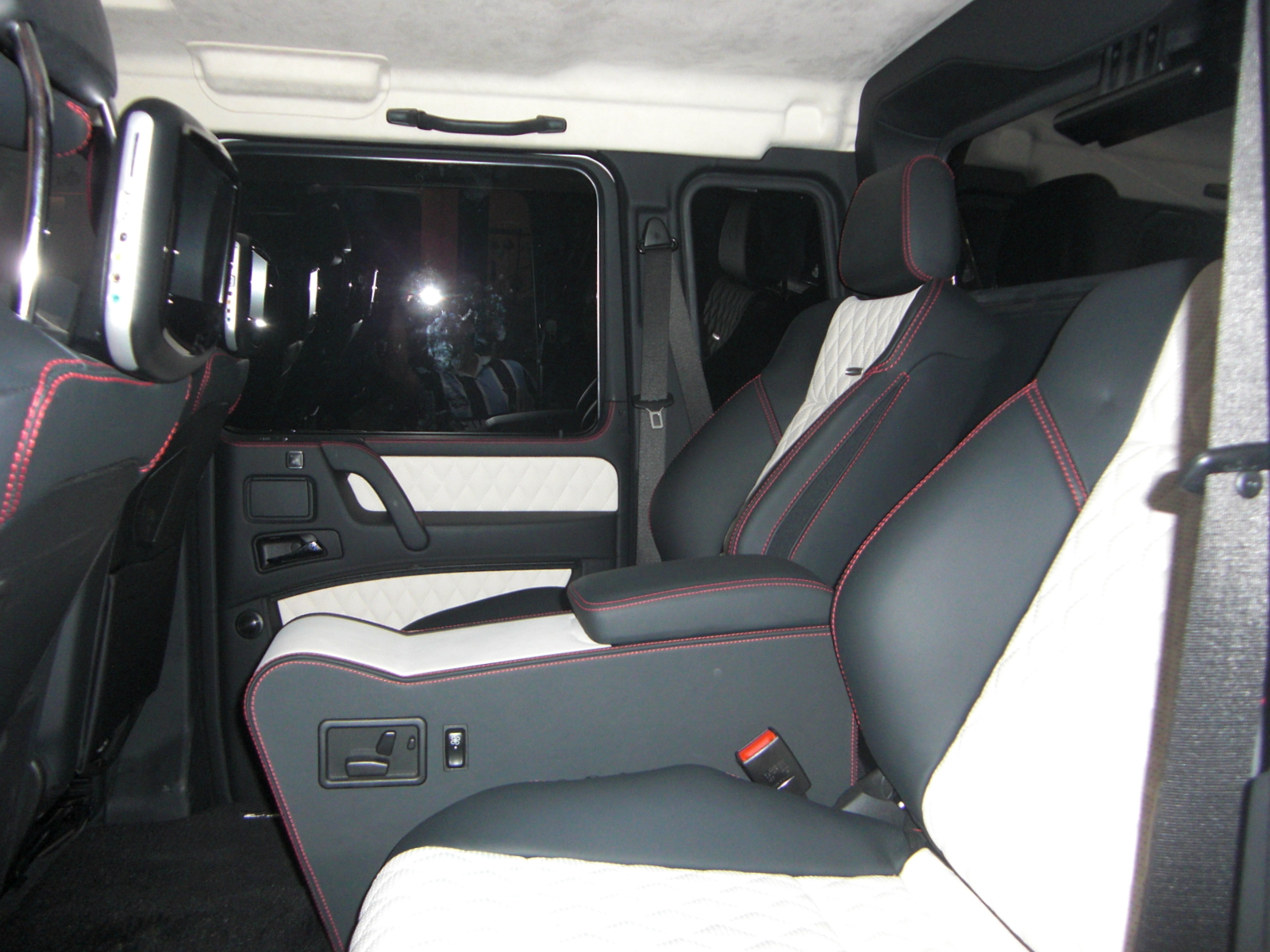
G63 AMG 6x6 日本仕様　後席
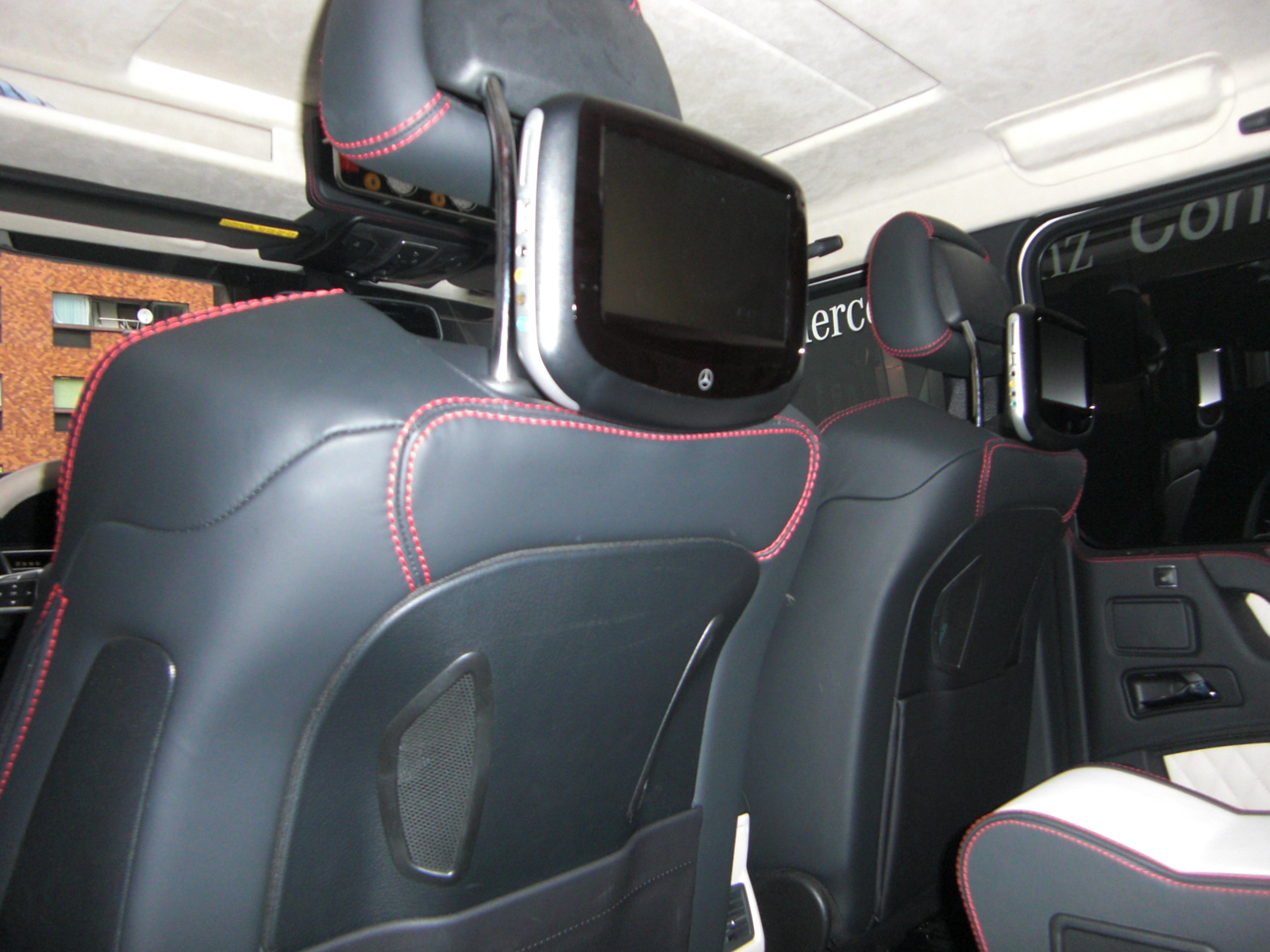
G63 AMG 6x6 日本仕様　後席用モニター

## 3代目（W463A/W465型、2018年 - ）
2018年1月、北米国際オートショーで発表。フルモデルチェンジ並に大幅なる改良が施されているが、型式（コードネーム）はW463型を踏襲する。
最大3.4mm厚のスチール鋼板を、「ロ」の字型にした鋼材から制作し、MAG溶接技術で組み立てた、新設計のラダーフレームと、 ダブルウィッシュボーン独立懸架サスペンション（フロント）、およびリジッドアクスル（リア）を採用した。さらに、高張力/超高張力スチール＆アルミニウムの採用によって、ボディは約170kg軽量化され、トランスミッションも、9速AT（9G-TRONIC）に多段化された。
ステアリング機構は、従来のボール＆ナット式から、電動機械式ラック＆ピニオン式へ変更されたことに伴って、パーキングアシストやアクティブレーンキーピングアシストなどの運転支援システム「インテリジェントドライブ」を搭載することが可能となった。ドライブモードには、新たに「Gモード」が追加された。
エクステリアは、堅牢なプロテクションモール、テールゲート外側のスペアタイヤ、外部に設けたドアヒンジとボディ面に載せるスタイルのボンネット、 突出したウィンカーなど、Gクラス独自のデザインが踏襲されている。一方、Gクラスの特徴的な丸形ヘッドライトは、片側84個のLEDを個別に制御する、マルチビームLEDヘッドライトが装備された。
インテリアにおいても、助手席前方のグラブハンドルや、3つのディファレンシャルロックを操作する、クローム仕上げのスイッチなどが継承されている。また、12.3インチの高精細ワイドディスプレイや、コントローラーを備えたタッチパッドも新たに採用した。テレマティクスサービス「Mercedes me connect」にも対応する。
パワートレインは、3.0L 直列6気筒クリーンディーゼル「OM656」に加え、新たに気筒休止システムを採用した4.0L V型8気筒直噴ツインターボ「M176」、M176をベースに、メルセデスAMG社が完全自社開発した、最高出力585PS、最大トルク850Nmを発揮する4.0L V8直噴 ツインターボ「M177」が用意される。
なお、「Mercedes-AMG G63」専用装備として、圧倒的なパフォーマンスに対応する「AMG強化ブレーキ」、コーナリング時やブレーキング時には、硬いスプリングレートに瞬時に切り替えることで、高い安定性と思いのままの俊敏なハンドリングを実現する 「AMG RIDE CONTROLスポーツサスペンション」を採用した。
2024年、フェイスリフトを機に、型式がW465型に改められた。特徴的なボディ形状はそのままに、ISG搭載によるパワートレインの電動化や、細部の最適化による、空力特性や静粛性の向上、対話型インフォテインメントシステム"MBUX"（NTG7.0）によるデジタル化などが行われた。
ほかにも、ワイヤレスチャージングやキーレスゴーなどの快適装備、ステアリングアシストや自動再発進機能などの安全運転支援システム、MBUX AR ナビゲーションやトランスペアレントボンネットなどの最新装備も搭載される。
併せて、歴代初となる電気自動車「G 580 with EQ Technology」が登場した。新機構の4輪独立式モーターを搭載し、専用に強化されたラダーフレームの前後アクスルに、2つずつ組み込まれる。この4輪独立式モーターにより、その場で旋回可能な「G-TURN」、回転半径を大幅に縮小させる「G-STEERING」、V8サウンドにインスパイアされた「G-ROAR」、オフロード走行用の低速クルーズコントロール「オフロードクロール機能」などの新機能を装備する。また最大渡河水深は、内燃機関モデルの700mmを上回る、850mmを実現している。テールゲートには従来のスペアタイヤに代わって長方形のデザインボックスが備わり、充電ケーブルやスノーチェーンなどを収納することが可能である。

### 日本での発売
- 2018年6月6日、発表。納車は同年8月下旬以降が予定されている。登場当初は、「G 550」と「Mercedes-AMG G 63」の2モデルが用意された。なお、当面の間は、従来型のW463型も併売されていた[39]。
- 2019年4月4日、新モデルの「G 350 d」が追加発表された。搭載されるエンジンは、S 400 dと同一のOM656型 直列6気筒ディーゼルターボである。最高出力は286PS、最大トルクは600Nｍとなる[40]。
- 同年4月15日、特別仕様車「Mercedes-AMG G 63 Edition Matt Black」が発表された[41]。Mercedes-AMG G63をベースに、外観には通常設定されていない、デジーノマグノナイトブラックのボディカラーと、22インチマットブラックホイールが採用されるとともに、AMGナイトパッケージも装備された。ベース車ではクロームとなる前後バンパーのアクセント、スペアタイヤカバー、アンダーボディプロテクションなどがブラックに、ウィンカーレンズ、ヘッドライト、リアコンビネーションランプが、ダークティンテッド仕上げとなる。内装には、随所にカーボンインテリアパネルを採用した。なお、5月12日までの期間限定受注で、4月下旬以降、順次納車が行われる。
- 2020年3月24日、特別仕様車「Mercedes-AMG G 63 STRONGER THAN TIME Edition（ストロンガー ザン タイム エディション）」が発売された[42]。Mercedes-AMG G 63をベースに、外観はサイドミラー・サイドストリップ・スペアホイールカバー・ブレーキキャリパーにシルバーシャドウのアクセントが施されたほか、スペアホイールリングがボディ同色に変更された。また、マッドブラックとハイシーンを組み合わせたバイカラー22インチクロススポークアルミホイールを装備。内装は、本仕様車専用となるチタニウムグレーとブラックのナッパレザーが、助手席には「STRONGER THAN TIME」ロゴ入りのナッパレザーグラブハンドルが採用された。さらに、前席にシートベンチレーター、リラクゼーション機能、シートヒーター・プラスを備えたAMGエクスクルーシブナッパレザーシートや、通常はオプション設定となる「AMGエクスクルーシブパッケージ」、「AMGカーボンファイバーインテリアトリム」が特別装備された。ボディカラーは、ダイヤモンドホワイトとマグノナイトブラック（有料色）の2色が設定されており、前者が150台・後者が100台の、計250台の限定販売となる。
- 同年7月27日、特別仕様車「manufaktur Edition（マヌファクトゥーア エディション）」が発表された（同日より予約注文の受付を開始、納車は8月以降）[43]。ディーゼル車・G 350 dと、トップパフォーマンスモデル・Mercedes-AMG G 63をベースに、前者は、外観にAMGラインやブラックペイント20インチAMGマルチスポークアルミホイールを装備したほか、サイドミラーやフロントグリルなど、随所に専用ブラックアクセントが施され、ヘッドライト・ウィンカーライト・リアコンビネーションランプは、ブラックスモーク仕様とした。内装には、ナッパレザーを採用するとともに、前席にリラクゼーション機能、アクティブマルチコントロールシートバック、シートヒーター・プラス、ドライビングダイナミックシート、電動ランバーサポート、シートベンチレーター、ラグジュアリーパッケージも装備した。さらには、連続可変制御を可能にする「アダプティブダンピングシステム」も装備された。後者は、外観にブラックアクセントやブラックスモーク仕様ランプで構成された、AMGナイトパッケージやマットブラックペイント22インチAMGクロススポークアルミホイール（鍛造）を装備。内装には、AMGレザーエクスクルーシブパッケージと、AMGパフォーマンスステアリング（ナッパレザー/DINAMICA）が装備された。ボディカラーとインテリアトリムは、いずれもカタログモデルには設定がない特別設定となっている。ボディカラーは、前者は、ダイヤモンドホワイト（メタリックペイント）とジュピターレッド（ソリッドペイント、有償色）の2色を、後者は、マグノダークオリーブグリーン（マットペイント）を設定した。インテリアトリムは、2モデル共に「ブラックアッシュウッド」が採用される。
- 2021年5月19日、新モデルの「G 400 d」が追加発売された[44]。既存のG 350 dと同様に、OM656型を搭載するが、ソフトウェアとドライブトレインの調整により、最高出力が33kW（34PS）、最大トルクが100Nm（10.2kgm）それぞれアップされた高出力・高トルク仕様となる。ボディカラーは、G 350 dに設定されているカラーに加えて、12色の有料色の選択が可能となるほか、内装色と装備を選択可能な「G manufaktur プログラム」の対象モデルとなる。左/右ステアリングの設定がある。
- 2022年3月22日、特別仕様車「Mercedes-AMG G 63 PALACE Edition」が発表された[45]。イギリスのスケートボード&ストリートウェアブランド「PALACE SKATEBOARDS」とのコラボレーションモデルで、両サイドに疾走する馬のデザインが施されている。世界限定1台となるため、今回はShinwa Actionを通じて、車両購入権をオークションに出品する形態を採り、参加するには、同社のサイトで事前登録の手続きが必要となる。オークションはオンラインで行われ、落札者には販売店で購入手続及び納車が行われる。また、売上金の一部はローレウス・スポーツ・フォー・グッド財団へ寄付される。
- 同年7月28日、2つの特別仕様車「Mercedes-AMG G 63 Edition 55[46]」と「Mercedes-AMG G 63 Magno Hero Edition（マグノヒーローエディション）[47]」を同時に発表した（すでに予約受注が行われており、前者は発表日当日、後者は同年10月から順次納車される予定）。前者はAMG創業55周年記念車で、ボディカラーはオブシディアンブラックと有償オプションのオパリスホワイトの2色を設定。サイドカバーやスペアホイールカラーリングにオブシディアンブラックのアクセントを施し、マットタンライトグレーペイント22インチAMGクロススポークアルミホイールと専用デカールを装備した。内装は、「Edition 55」専用ロゴを配したDINAMICA仕様のAMGパフォーマンスステアリングに加え、運転席・助手席にシートベンチレーター、前席にリラクゼーション機能を備えたナッパレザーシートを採用し、AMGマットカーボンインテリアトリムを標準装備した。後者は、ドイツ本社で新たに設定されたマットペイントのボディカラー3色（グリーンヘルマグノ、マグノオパリスホワイト、マグノコッパーオレンジ）を設定し、バンパー・ルーフトップ・ドアミラー・スペアホイールカラーリングにマグノナイトブラックのアクセントを施し、前後のスリーポインテッド・スターやサイド・リアのモデルバッジをブラック仕様（AMGナイトパッケージII）に変更し、マッドブラックペイント22インチAMGクロススポークアルミホイールを装備した。内装は、カーボンとDINAMICAを使用したAMGパフォーマンスステアリングや、運転席・助手席にシートベンチレーターとリラクゼーション機能を備えたダイヤモンドステッチ入りナッパレザーシート、さらには、ナッパレザーダッシュボードが標準装備される。なお、レザーはボディカラーと連動したステッチが施される。限定台数は、前者が200台、後者が300台で、いずれのモデルにも、左/右ステアリングの設定がある（ただし、後者の場合、右ステアリング仕様は、マグノオパリスホワイトのみの設定となる）。
- 2024年7月26日、マイナーチェンジ[48]。従来のG 400 dと置き換わる「G 450 d Launch Edition（ローンチエディション）」と、「Mercedes-AMG G 63 Launch Edition」の2モデルが発表された。フロントシートには、ナッパレザーシート（ダイヤモンドステッチ付）をはじめ、リラクゼーション機能/シートベンチレーター（前席）やエナジャイジングパッケージプラスが備わる。G 450 dには、アダプティブダンピングシステムを、G 63 には、Gクラス初採用となる、AMG ACTIVE RIDE CONTROLサスペンションを標準装備とした。加えて、G 450 d は、AMGラインパッケージが標準装備となるほか、従来はオプション装備であった、ボディ同色スペアタイヤリングも標準装備とした。ボディカラーは、新色のソーダライトブルーに加え、オパリスホワイト、オブシディアンブラックから選択可能である。G 63は、AMGナイトパッケージが標準装備され、AMG専用グリルのルーバーがダーククロームとなるほか、前後バンパーのトリム、 前後アンダーガード、ドアミラー、スペアタイヤリングがブラック化される。また、ヘッドライト、フロントウインカー、リアコンビネーションランプもスモーク仕様となる。ボディカラーは、新色のハイパーブルーマグノに加え、オパリスホワイト、オブシディアンブラック、ナイトブラックマグノから選択可能である。ハイパーブルーマグノ選択時には、前後バンパーのトリムや前後アンダーガード、スペアタイヤカバーがカーボンファイバー仕上げとなる、G 63初の「AMGカーボンファイバーエクステリアパッケージ」が装備される。
- 同年10月23日、新グレード「G 580 with EQ Technology Edition 1」が追加導入された[49]。AMGラインパッケージ、ナイトパッケージ、ナッパレザーシート、ナッパレザーダッシュボード、MICROCUTルーフライナーを標準装備としたほか、Edition 1専用ブラックペイントを施した20インチAMGアルミホイール、 ブルーアクセントをあしらったサイドストリップライン、ブルーブレーキキャリパー、AMGカーボンファイバーインテリアトリム（ブルーアクセント）など、数多くのEdition 1専用装備も装着される。また、LEDライトバンドとブラックのパネルが、フロントマスクに先進的な表情を与える「ブラックパネルラジエターグリル」をオプション設定とした。ボディカラーは、MANUFAKTUR オパリスホワイトマグノ、MANUFAKTUR サウスシーブルーマグノ、 MANUFAKTUR オパリスホワイト、MANUFAKTUR クラシックグレー、オブシディアン ブラックから選択可能である。
- 同年11月28日、仕様変更。導入記念モデル「Launch Edition」に代わり、通常グレード「G 450 d」と「Mercedes-AMG G 63」の2モデルが発表された。併せて、両者に「MANUFAKTURプログラム」がオプション設定された。

| グレード                 | エンジン/電気モーター            | 排気量  | 最高出力/最大トルク                | 変速機         | 販売期間               |
| ------------------------ | -------------------------------- | ------- | ---------------------------------- | -------------- | ---------------------- |
| G 350 d                  | OM656型 DOHC 直列6気筒 ターボ    | 2,925cc | 210kW (286PS) / 600Nm (61.2kgm)    | 電子制御9速A/T | 2019年4月 - 2022年7月  |
| G 400 d                  | OM656型 DOHC 直列6気筒 ターボ    | 2,925cc | 243kW (330PS) / 700Nm (71.4kgm)    | 電子制御9速A/T | 2021年5月 - 2024年6月  |
| G 450 d                  | OM656M型 DOHC 直列6気筒 ターボ   | 2,988cc | 270kW (367PS) / 750Nm (76.5kgm)    | 電子制御9速A/T | 2024年7月 -            |
| G 550                    | 176型 DOHC V型8気筒 ツインターボ | 3,982cc | 310kW (421PS) / 610Nm (62.2kgm)    | 電子制御9速A/T | 2018年6月 - 2022年12月 |
| Mercedes-AMG G 63        | 177型 DOHC V型8気筒 ツインターボ | 3,982cc | 430kW (585PS) / 850Nm (86.7kgm)    | 電子制御9速A/T | 2018年6月 -            |
| G 580 with EQ Technology | 交流同期電動機                   | -       | 432kW (587PS) / 1,164Nm (118.7kgm) | 無段変速       | 2024年10月 -           |

## 特別仕様車

### G63 AMG 6x6（シックス・バイ・シックス）
2014年、オーストラリア国防軍などに納入されている軍用車両の特殊技術を転用した6輪駆動のドライブトレインを搭載し、オフロード性能を高めた特別仕様車G63 AMG 6x6（シックス・バイ・シックス）を発表。日本では当初「6×（かける）6」の表記で発表されたが、正しくは中心の文字はアルファベット小文字のxであり「6x6」が正確な表記となる。
車両の最大出力は544ps、最大トルク77.5kg-m（760N･m）で、駆動トルク配分は31：42：27。デフはリアに各車軸ごとに2つ、2つの後輪の間のジョイントに1つの合計3つあり、市販車としては最多の5点のデフロックを搭載している。運転席の3つのボタンでフロント、センター、リアのデフを制御でき、フリー、パーシャル、フルロックの3段切替が可能である。ロック制御は任意ではなく、センターデフ、リアデフ、フロントデフの順でロックされる。最大登坂可能斜度は45度、最大渡河深度1,000mmの運動性能を誇る。
全長5,875mm、全幅2,110mm、全高2,280mmの巨体から、世界的に「砂漠のデアデビル」「ビッグボーイ」「キング・オブ・Gクラス」などと呼ばれることが多い。主に中東の富裕層向けに全世界100台限定で製造される予定であったが、世界的な人気により最終的に約170台が製造されたことをメルセデス・ベンツの広報担当が同社の公式Instagram内で明言している。更なる増産を求める声は世界中から挙がっていたが、オーナーのステータス性を確保するためにそれ以の追加生産はなされなかった。
乗用車としては世界初となるタイヤ空気圧調整システムを搭載しており、約20秒で全ての車輪が完全に潰れた状態（0.0bar）からオンロード走行に耐えうるフロント3.0bar、リア2.5barまでの任意の値に運転席のスイッチから調整可能となっている。スイッチは運転席上部に特設されており、このスイッチ類の高さの分だけ6x6のヘッドクリアランスは通常のGクラスより高くなり、フロントガラス上部には追加の小物入れも設置されている。空気圧調整を行うには一度コンプレッサーを作動させる必要があり、タンク内に空気が十分に入るとコンプレッサーは自動停止、調整動作が可能となる。フロント2輪と後輪4輪の調整機能はそれぞれ独立しており、後輪4輪は統一された状態で空気圧調整が行われる。
プロコンプ社製の外径37インチタイヤ・XTREME MT2をはじめ、防弾仕様車で使われているオーリンズ社製の強化コイルスプリングとラリーレース用に開発されたガス封入式ダンパーを採用した専用サスペンション、最低地上高460mmを確保するためのハブリダクション（ポータルアクスル）、ワイルドでスポーティな印象を強調するカーボンファイバー製のオーバーフェンダーとフロントルーフスポイラー（LEDライト付）など専用部品を数多く搭載し、通常のGクラスとその外観は全く異なる。バックミラーは通常モデルより大きな車幅に対応するため、ボディとの間にエクステンションを付け外側に伸びた構造に改造されているほか、ヘッドライトレンズ内の球の位置も通常モデルとは異なり外側に設置されている。エンジンはG63と同じV8のM157であるが、フロントグリルはG65と同じクロームタイプのものが採用されている。なお、オーリンズ社製のサスペンションが防弾仕様車用のものである点が強調され、あたかも6x6自体が防弾性能を有しているかのような説明がなされるケースが世界的に散見されるが、同車には防弾仕様車としての機能は備わっていない。
ガソリンタンクは通常のW463用の96 L（内予備燃料扱い13 L）に加え、50 Lの予備タンクが搭載されており、給油口は車両右側後方に並列して設置されている。メインタンク内の残量が1/4以下になると運転席のスイッチで予備タンクから燃料の転送を行うことができる。この動作はエンジン始動中、走行中でも可能であり、すべての燃料を転送するには約30分を要する。
内装は前後席とも全てdesignoダイヤモンドステッチが施された左右独立AMGスポーツシートで、ブラックレザーをベースにポーセレン、ライトブラウン、クラシックレッド（日本仕様には設定なし）のいずれかとのコンビレザーが選択可能であった。Gクラスの中で唯一、後席にも前席と同じシートが純正で装着されており、パワーシート、マルチコントロールシートバック、シートベンチレーター、リアエンターテイメントシステムを備え、乗員の快適性が高められている。後席中央部には前席同様にアームレスト付センターコンソールが備え付けられ、内部にはメルセデスのエンブレムであるスリーポインテッドスターと「6x6」のプリントがあしらわれている。乗車定員は4名。純正色はミスティックホワイトⅡ、オプシディアンブラック、サニディンベージュ、designoマンガナイトグレー、designoマグノナイトブラックの5色から選択が可能であった。
日本仕様車ではCOMANDディスプレイやインストゥルメントクラスター内表示を日本語対応にしているほか、巨大なボディサイズと日本の道路事情を考慮し、本国仕様では未設定の360°カメラシステムも特別装備している。また、乗用車（3ナンバー）登録とするため、荷台部分には「6x6」のエンボス加工が施された固定式ハードカバーが備わり、サイドマフラーも日本の車検規格に対応するよう角度が調整されている。2014年4月25日から8月31日までの期間限定受注で、日本向けの生産枠は5台（メルセデス・ベンツ・ジャパンが保有する広報車両1台も合わせると計6台）。車重が3,850kgあるため、現行の免許制度では準中型免許以上の保有が公道での運転条件となる極めて稀な乗用車である。
日本発売時における車両価格は税込8000万円で、一般に発売を公表されたメルセデス・ベンツの乗用車両としてはSLRスターリングモスの1億1000万円に次ぐ価格である。日本向けの割り当て5台については「日本国内でのGクラスの販売が好調であること」を受けて本国のメルセデス・ベンツ本社が優先的に生産枠を確保しており、いずれの車両も購入者が確定してからその注文に沿った仕様で製造・輸入された。発売発表時は5台以上の受注について、注文が可能な場合は販売店経由で購入を希望する顧客にアナウンスされることがメルセデス・ベンツ日本から明言されていたが、世界的な人気により国内への追加導入は叶わなかった。5台全てが完売し、全て2015年中に国内に納車されたほか、広報車である1台も最終的に中古車として実業家でレーサーの木村武史に売却された。木村の購入は、同氏が自身の会社でスポンサーを務め制作したテレビ番組自動車冒険隊内で6x6を取り上げた際、甚く気に入ったことが背景にある。車両購入者へのアフターケアとして、トラブルの際はドイツ本国から専門のスタッフが派遣されるフライングドクターのサービスも付属していた。4tトラックと同等の車格であることから車両を持ち上げることができるリフトが限られる点と、空気圧調整可能なタイヤなど特殊性が高い車両である点から、新車販売の際にメルセデス・ベンツ・ジャパンが6x6専門のトレーニングを実施した整備士のいる正規ディーラーでなくては整備点検を行うことができない。
発表日時点では公道走行認可の問題上、アジア地域では日本のみの発売となっていたが、製造終了間際にマレーシアで右ハンドル仕様の15台（いずれもブラバスによるカスタムを実施）がNaza World Automallによって輸入されたため、正式なアジア地域への輸入台数は21台となっている（メーカー純正車両は日本仕様の6台のみ）。
映画ではメルセデス・ベンツがスポンサーとなった「ジュラシック・ワールド」（2015年）や「Beyond the Reach」（邦題：追撃者 2014年）に登場する。

### G500 4×42（フォー・バイ・フォー・スクエアード）
2015年のジュネーブモーターショーで「エクストリームG」の愛称の下に発表された特別モデル。G500をベースに6x6と同様、防弾仕様車の技術をベースにした「ポータルアクスル」を採用し、最低地上高を6x6と同じ通常モデルから225mm高の460mmに、渡河深度は1,000mmに引き上げられている。シャシーと各ホイールを繋ぐツインサスペンションはKW社製のラリースポーツ由来の強化スプリング/ダンパーストラットであり、一方は固定された減衰特性を持つダンパー、もう一方は走行状況に応じて減衰特性全体を変更できる電子制御可変ダンパーとなっている。エンジンにはメルセデスAMG・GTなどに採用されているAMG 4.0L V8直噴ツインターボをベースに、2基のターボチャージャーを内側に配置する「ホットインサイドV」レイアウトを採用し、シリンダーウォールにスチールカーボン材を溶射コーティングする「NANOSLIDE摩擦低減加工」を施したM176を搭載している。
内装にはシートとドアパネルにdesignoレザー ブラック/ダイヤモンドステッチ入りDINAMICAブラックマイクロファイバーを、ドアハンドル・ダッシュボード・ヘッドレストにホワイトステッチ入りdesignoレザーを採用。座面はアルカンターラ仕様で、背面には「4×42」のエンブレムがあしらわれる（内装色はdesignoレザーブラックのみ）。ボディカラーは4×42専用色の「エレクトリックビーム」を含むミスティックホワイトⅡ、オプシディアンブラック、designoマグノプラチナムマットの4色が設定された。なお、エレクトリックビームのオプション価格270万円は、メルセデス・ベンツが発売する乗用車の純正塗装としては最高額である。ホイールのリム部分のロゴには通常のAMGモデル用の「AMG」表記とは異なる「4×42」が使用されている。純正タイヤはピレリ社製のオールシーズンタイヤ・SCORPION ART。大型化されたタイヤを高い位置に配置するのは危険なため、通常モデルのようにリアゲートにはスペアタイヤは搭載されず、トランク内に特設のパンク修理キットボックスが備えられている。販売開始時点ではアジア地域においては日本のみが販売対象地域であった（日本と米国におけるネーミングはG500ではなくG550となる）。
日本仕様車専用仕様として、COMANDディスプレイやインストゥルメントクラスター内表示を日本語対応とし、360°カメラシステムやパークトロニックなどが追加装備されている。国内では2016年4月から同年5月までの受注販売で、車両本体価格は3510万円（※税込有償カラーオプション別）。同価格はAMGとMaybachブランドがメルセデスの傘下に入って以降、Mercedes-Benzブランドとしての市販車最高額である。
4×42という名前は車体を正面から見た際、縦横2,300mmの正方形に収まる形状に由来する。6x6と異なり、中央の「×」はアルファベットの「x（エックス）」ではない。
開発の経緯としてG63 AMG 6x6の世界的な成功に際し、そのオーナーから「普段使いができる6x6が欲しい」との要望が数多く寄せられたことが背景にある。発売当初100台限定とされていた6x6の限定性とオーナーのステータス性を担保するため、AMG63ベースではなく500ベースでの製作がなされ、生産台数についても世界的な限定数は設けられていない。6x6との差異として、タイヤの空気圧調整機能が搭載されていない点、乗車定員5名、ステアリング握り手部分や座面、ドアパネルのインテリアレザーのアルカンターラ化、カーボンフェンダーの半分をボディと同色に塗装する仕様が標準となっている点が挙げられる。

### Maybach G650 Landaulet（ランドレー）
G63 AMG 6x6とG500 4×4²の成功を経て、2017年3月のジュネーブモーターショーでメルセデス・マイバッハのブランド名で最初のSUVとして発表されたモデル。Landaulet（ランドレー）は、リアシート部分だけが幌によるオープントップになっている馬車由来の乗用車のボディスタイルを指し、その名の通り同車はBピラーより後部は電動開閉式の幌が採用されている。
G500 4×4² のポータルアクスルと高架サスペンションシステムを備えた拡張シャーシを採用し、リアのドアはホイールベースが延長されたG55（2001年）のものを流用している。搭載されるV12ツインターボエンジンはW222 S600に採用されるM277であり、厳密にはAMG 65に搭載されるM279とは異なるが、フロングリルにはG65のクローム仕様のものが採用され、サイドエンブレムにもAMG 65のものと同じ「V12 BITRUBO」の表記のものがあしらわれている。M277が搭載されているGクラスはG650 Landauletのみ。最高出力は630馬力、最大トルクは101.9kg-m（1,000N･m）。ホイールは4×42と同一のものを装着しているが、リムのロゴ表記は「Landaulet」と専用仕様になっている。外装色は専用色であるdesignoシーブルーメタリックを含む4色で、幌はブラックとベージュの2色。内装はブラックにポーセレン、ライトブラウン、クラシックレッドのいずれかを組み合わせる2トーンがメーカー純正で設定され、座面のエンブレムはAMGモデルではないV12エンジン搭載のメルセデスにあしらわれる「V12」表記のものが採用されている。4×42では見送られたスペアタイヤがランドレーでは車両後方に搭載されているが、これはオープントップのために小型化されたテールゲートに直接ではなく、車体右側に向かって開く形の専用フレームに取り付けられている。同フレームには屋根を開けた状態でも機能するよう、専用のハイマウントストップランプも備え付けられている。
インテリアは同年代のW222 Sクラスマイバッハと同じ後部座席が備え付けられており、究極のラグジュアリー車両に仕上がっている。オリジナルのマイバッハ62ランドレーと同様に、運転席と助手席の後ろに電動式のプライバシーガラスパーティションが装備され、後部座席のスイッチで収納したり、曇りガラスにすることで前席と後席を完全に隔てることも可能である。備え付けられているテーブル、冷蔵庫なども同様に全てW222 Sクラスマイバッハのファーストクラスパッケージからの流用品である。後席のダッシュボードは通常のGクラスの助手席用のグリップのついたダッシュボードとグローブボックスを2つ横に繋げ、LEDモニターがそれぞれの座席専用に作り付けられた構造となっている。また、6x6、4×4²には搭載されなかったドアの開閉に連動するLEDライト付きのランニングボード（サイドステップ）を搭載し、後部ドアの開閉域を最大90度まで確保することでショーファーカーとしての乗降性が高められている。ランドレートップとマイバッハシートを搭載するためにラゲッジスペースが極めて制限されており、実際に荷物を載せられるトランクスペースは機内持ち込みサイズのスーツケースが1つ入るほどのスペースしかない。 
日本への正規輸入については一般販売は行われず、F1パワートレインを搭載したメルセデスAMGのハイパーカー、AMG ONEをオーダーした顧客向けにメルセデス・ベンツ・ジャパンが購入を打診する形で3台が導入された。そのため正式な導入のためのプレスリリースや一般向けのカタログなどは作成されていない。
販売価格は74万9700ユーロ（日本国内発売価格1億1000万円）で、生産台数は世界限定99台。製造された最後の1台は2017年10月7日にベルギーのBonhamsでチャリティーオークションにかけられ、定価を上回る120万ユーロで落札された。オークション開催時に落札車両はまだ製造されておらず、後日落札者のオーダーを受けた仕様の車両が納車された。
日本に導入された3台のうち1台については、実業家である前澤友作が自身のYouTubeで保有を公表しており、保有しているスーパーカーを扱うYouTubeチャンネル「前澤友作スーパーカーチャンネル」で紹介されている。